# Dengeki Comic Gao!
Dengeki Comic Gao! (月刊電撃コミックガオ!?, Gekkan Dengeki Komikku Gao!) era una rivista di manga shōnen giapponese pubblicata dalla MediaWorks. Diversamente da molte altre riviste, il Dengeki Comic Gao contiene anche informazioni riguardanti le serie con personaggi bishōjo. Venne pubblicato per la prima volta nel febbraio 1993 dalla MediaWorks.
Il Gao nel titolo è un modo infantile di riprodurre il suono Grr. Molte delle serie manga serializzate nel Dengeki Comic Gao! sono state adattate da precedenti light novel pubblicati dalla Dengeki Bunko della MediaWorks. La rivista esce mensilmente ogni 27 del mese.
Quando il Dengeki Comic Gao! venne pubblicato per la prima volta, raccoglieva molti manga del Comic Comp della Kadokawa Shoten. Ciò ha causato molte vendite da parte dei lettori del Comic Comp, fino alla chiusura di quest'ultimo nell'ottobre 1994. A causa della popolarità maggiore del Dengeki Daioh, sempre pubblicato dalla MediaWorks, il 27 dicembre 2006, con il numero di febbraio 2007, il Dengeki Comic Gao! venne aggiornato con nuovi cambiamenti. Un ulteriore cambiamento fu quello riguardante la parola Gao nel titolo della rivista, che cominciò ad essere scritto in inglese invece che con i katakana ガオ.
Il 9 dicembre 2006 venne pubblicata la prima edizione speciale del Dengeki Comic Gao! col nome Comic Sylph, pubblicata in seguito ogni tre mesi.
L'ultima uscita, chiamata Gao! The Final!! (ガオ！THEファイナル！！?, Gao! THE Fainaru!!), venne messa in vendita dal 27 febbraio 2008, con molte delle serie pubblicate al loro capitolo finale. Le rimanenti, continueranno la loro pubblicazione in un'altra rivista della MediaWorks, la Dengeki Daioh.

## Manga pubblicati
| - +Anima - A Real Dragon - Allison - Baccano! 1931 The Grand Punk Railroad - Bakuretsu Hunter - Best Student Council - Blue Drop - Bokusatsu tenshi Dokuro-chan - Burst Angel - Cosplay Koromo-chan - Dark Edge - DearS - Dokkoider - Eat-Man - Ef: A Fairy Tale of the Two. - Fortune Quest - Getsumento Heiki Mina - Hanbun no tsuki ga noboru sora - Haunted Junction - Hikkatsu! Strike a Blow to Vivify - Honoka Lv. Up - Hurrah! Sailor - Inukami! - Kemeko Deluxe! | - Knights - Leviathan - Nanatsuiro★Drops Pure!! - Oku-sama wa Mahō Shōjo: Bewitched Agnes - Omishi Magical Theater: Risky Safety - Pita-Ten - Popokan - Prism Palette - Release - Shadows of Spawn - Speed Grapher - Stray Little Devil - Tengen Toppa Gurren Lagann - Those Who Hunt Elves - Tokimeki Memorial Only Love - Toradora! - Ultimate Girls - Venus Versus Virus - Wagaya no Oinari-sama - Watashitachi Tamura-kun - We Are -Cruel Angels- |